# Leichtathletik-Europameisterschaften 1994/Hammerwurf der Männer

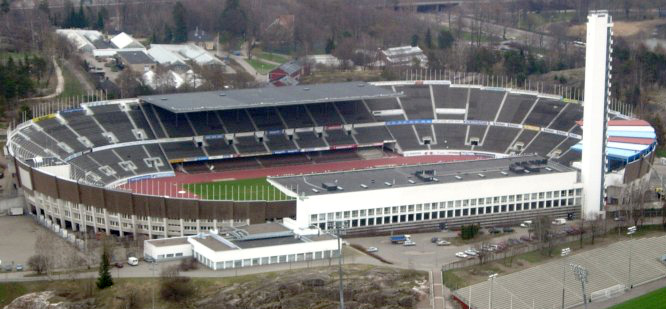
Das Olympiastadion von Helsinki im Jahr 2005

Der Hammerwurf der Männer bei den Leichtathletik-Europameisterschaften 1994 wurde am 10. und 11. August 1994 im Olympiastadion der finnischen Hauptstadt Helsinki ausgetragen.
Europameister wurde der russische Werfer Wassili Sidorenko. Er gewann vor dem belarussischen Titelverteidiger, Olympiazweiten von 1992 und zweifachen Vizeweltmeister von 1991/1993 Ihar Astapkowitsch. Der deutsche WM-Dritte von 1991 Heinz Weis gewann die Bronzemedaille.

## Bestehende Rekorde
| Weltrekord           | 86,74 m | Jurij Sedych | EM Stuttgart, BR Deutschland | 30. August 1986 |
| Europarekord         | 86,74 m | Jurij Sedych | EM Stuttgart, BR Deutschland | 30. August 1986 |
| Meisterschaftsrekord | 86,74 m | Jurij Sedych | EM Stuttgart, BR Deutschland | 30. August 1986 |

Der bestehende EM-Rekord wurde bei diesen Europameisterschaften nicht erreicht. Die größte Weite erzielte der russische Europameister Wassili Sidorenko im Finale in seinem dritten Versuch mit 81,10 m, womit er 5,64 m unter dem Rekord, gleichzeitig Welt- und Europarekord, blieb.

## Qualifikation
10. August 1994
25 Wettbewerber traten in zwei Gruppen zur Qualifikationsrunde an. Zwei von ihnen (hellblau unterlegt) übertrafen die Qualifikationsweite für den direkten Finaleinzug von 76,00 m. Damit war die Mindestzahl von zwölf Finalteilnehmern nicht erreicht. Das Finalfeld wurde mit den zehn nächstplatzierten Sportlern (hellgrün unterlegt) auf zwölf Werfer aufgefüllt. So reichten für die Finalteilnahme schließlich 74,16 m.

### Gruppe A

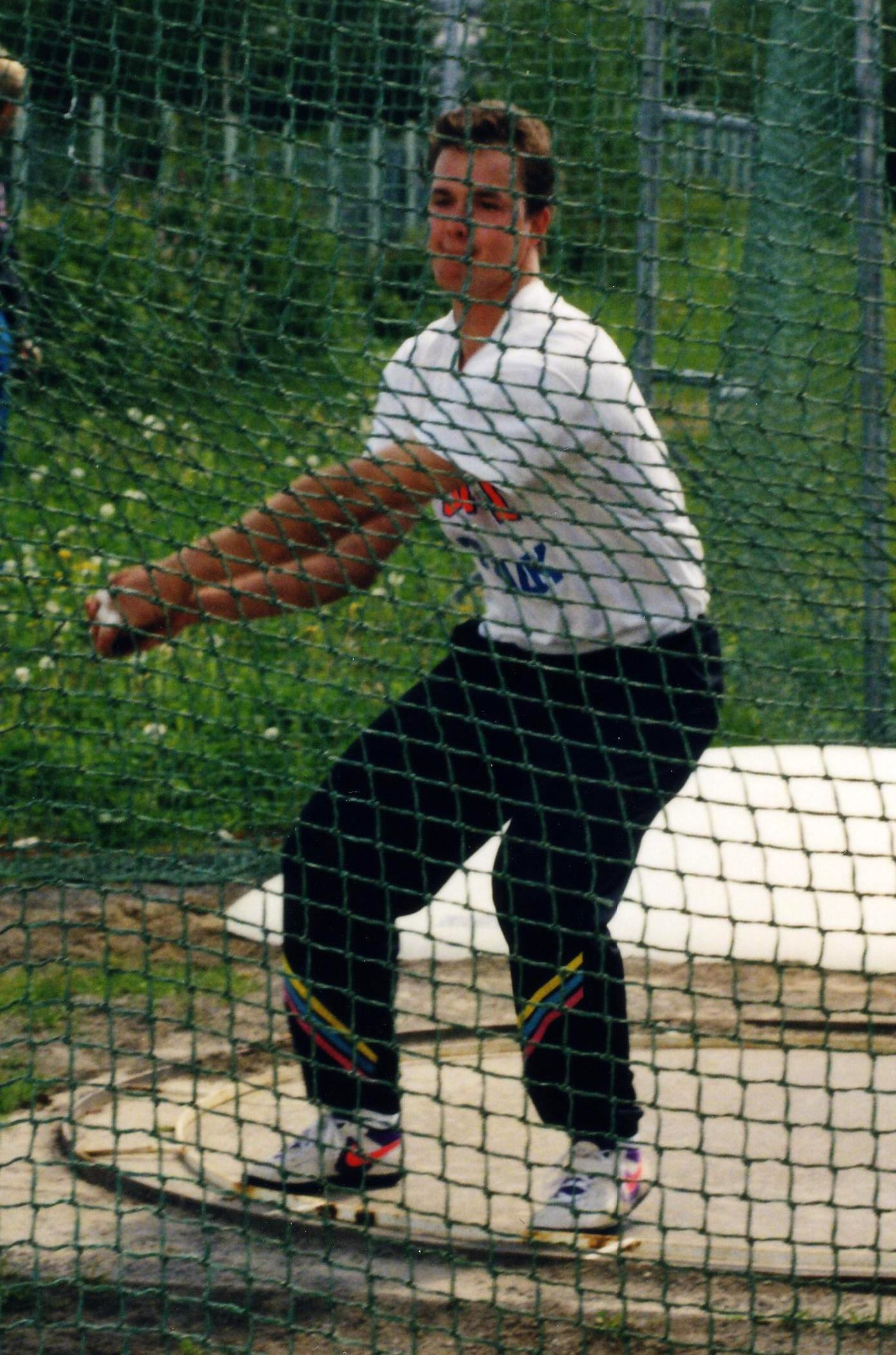
72,88 reichten für Mika Laaksonen nicht zur Finalteilnahme

| Platz | Name               | Nation           | Weite (m) |
| ----- | ------------------ | ---------------- | --------- |
| 1     | Heinz Weis         | Deutschland      | 79,56     |
| 2     | Ihar Astapkowitsch | Belarus          | 79,00     |
| 3     | Igor Nikulin       | Russland         | 75,10     |
| 4     | Tibor Gécsek       | Ungarn           | 74,74     |
| 5     | Oleksandr Krykun   | Ukraine          | 74,16     |
| 6     | Aleksandr Krasko   | Belarus          | 73,88     |
| 7     | Mika Laaksonen     | Finnland         | 72,88     |
| 8     | Claus Dethloff     | Deutschland      | 72,08     |
| 9     | Tore Gustafsson    | Schweden         | 71,90     |
| 10    | Gilles Dupray      | Frankreich       | 71,38     |
| 11    | Pavel Sedláček     | Tschechoslowakei | 71,36     |
| 12    | Jan Bielecki       | Polen            | 66,72     |
| 13    | Loris Paoluzzi     | Italien          | 66,50     |

### Gruppe B

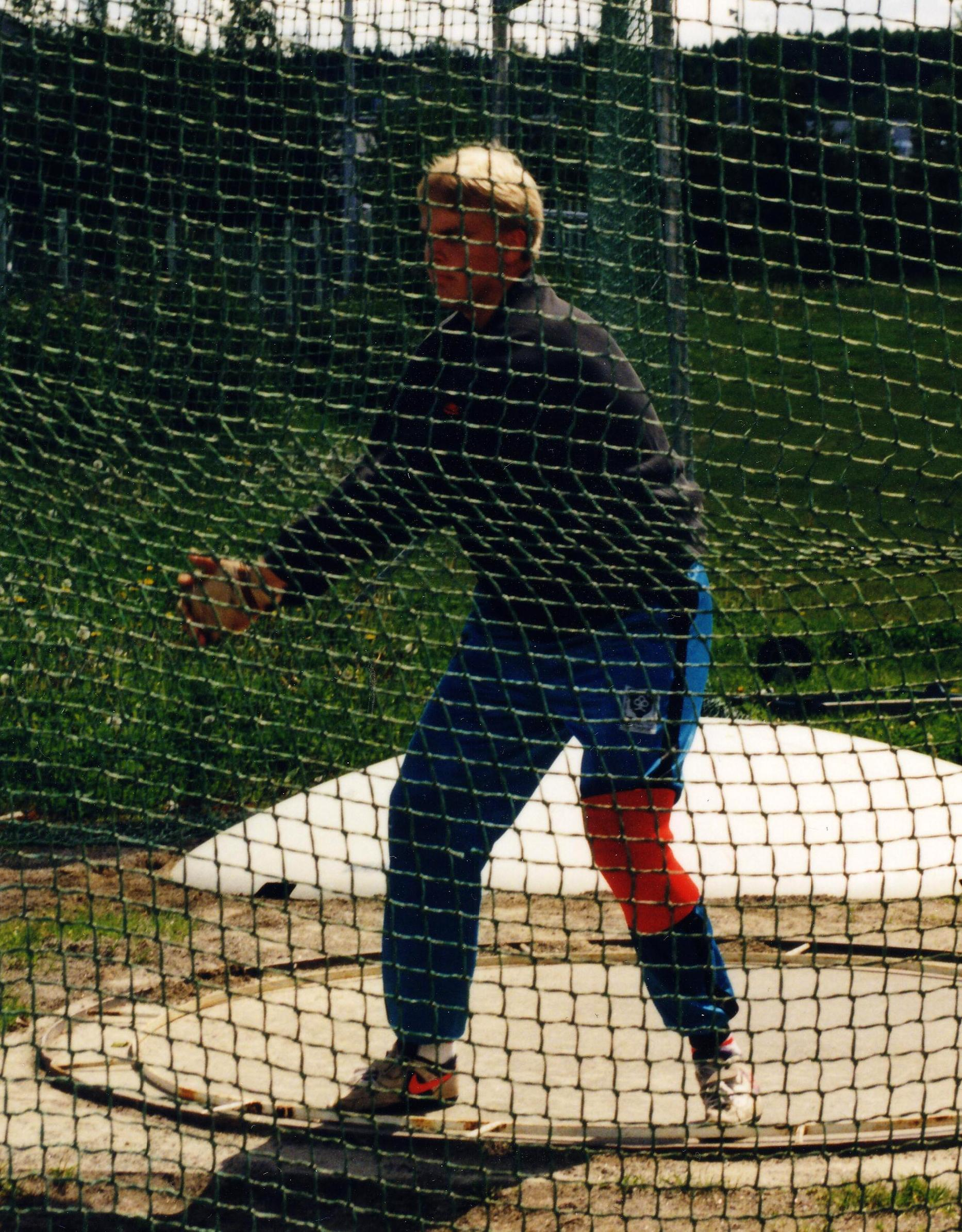
Marko Wahlman fehlten mit seinen 73,96 m zwanzig Zentimeter an der Finalteilnahme
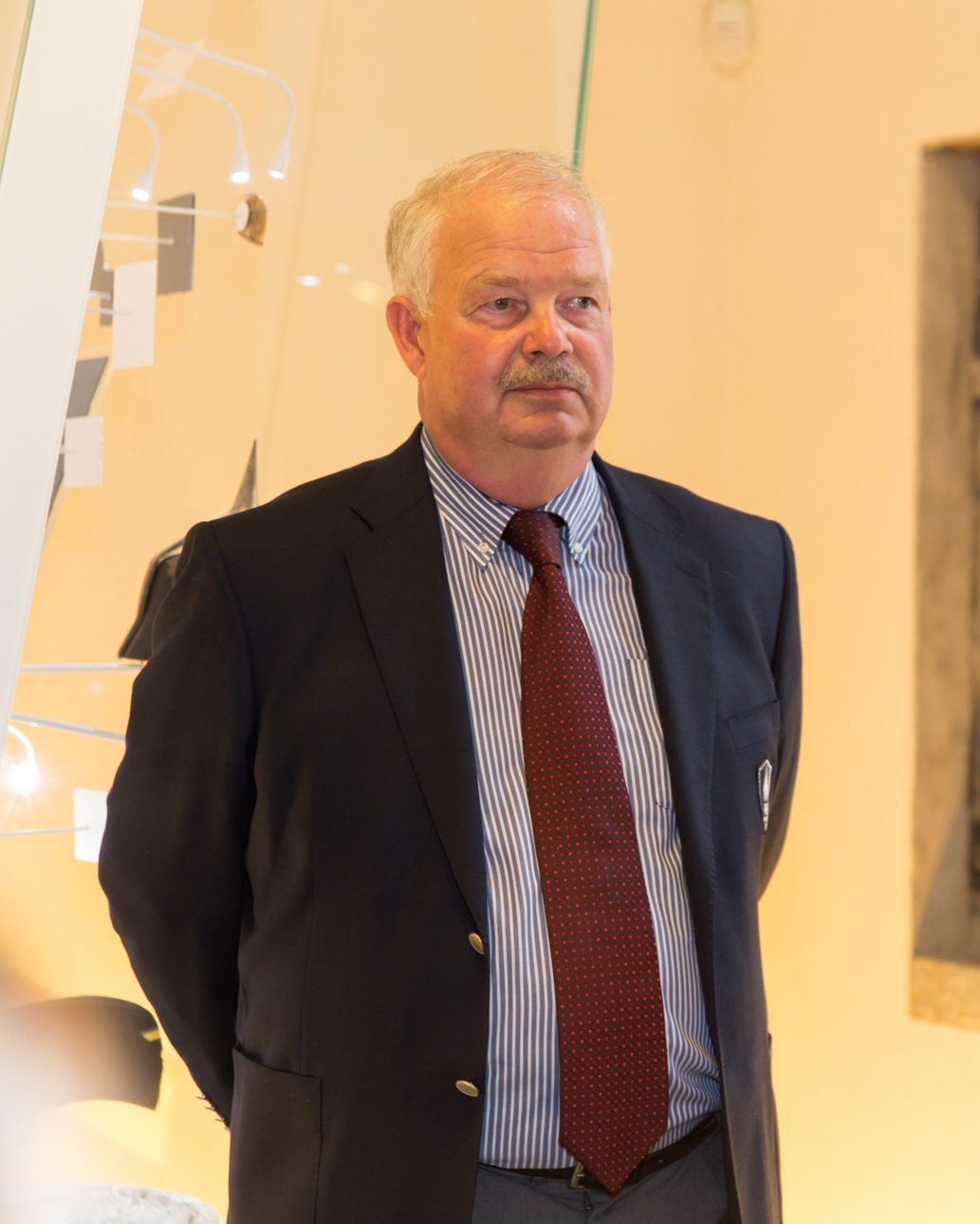
Der Olympiadritte von 1980 und Vizeweltmeister von 1987 Jüri Tamm (hier im Jahr 2007) scheiterte in der Qualifikation

| Platz | Name               | Nation      | Weite (m) |
| ----- | ------------------ | ----------- | --------- |
| 1     | Witali Alisewitsch | Belarus     | 75,84     |
| 2     | Christophe Épalle  | Frankreich  | 75,44     |
| 3     | Wassili Sidorenko  | Russland    | 75,42     |
| 4     | Balázs Kiss        | Ungarn      | 74,84     |
| 5     | Karsten Kobs       | Deutschland | 74,76     |
| 6     | Andrij Skwaruk     | Ukraine     | 74,70     |
| 7     | Wadim Kolesnik     | Ukraine     | 74,28     |
| 8     | Marko Wahlman      | Finnland    | 73,96     |
| 9     | Frédérick Kuhn     | Frankreich  | 73,30     |
| 10    | Zoltán Fábián      | Ungarn      | 72,80     |
| 11    | Per Karlsson       | Schweden    | 72,56     |
| 12    | Jüri Tamm          | Estland     | 68,46     |

## Legende
| x | ungültig |

## Finale

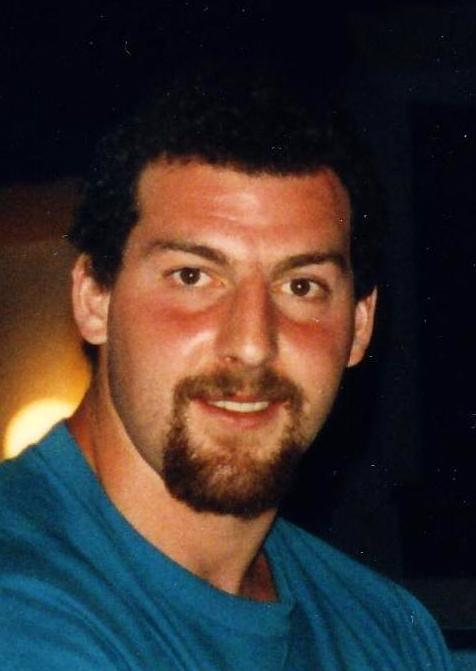
Platz sieben für Christophe Epalle
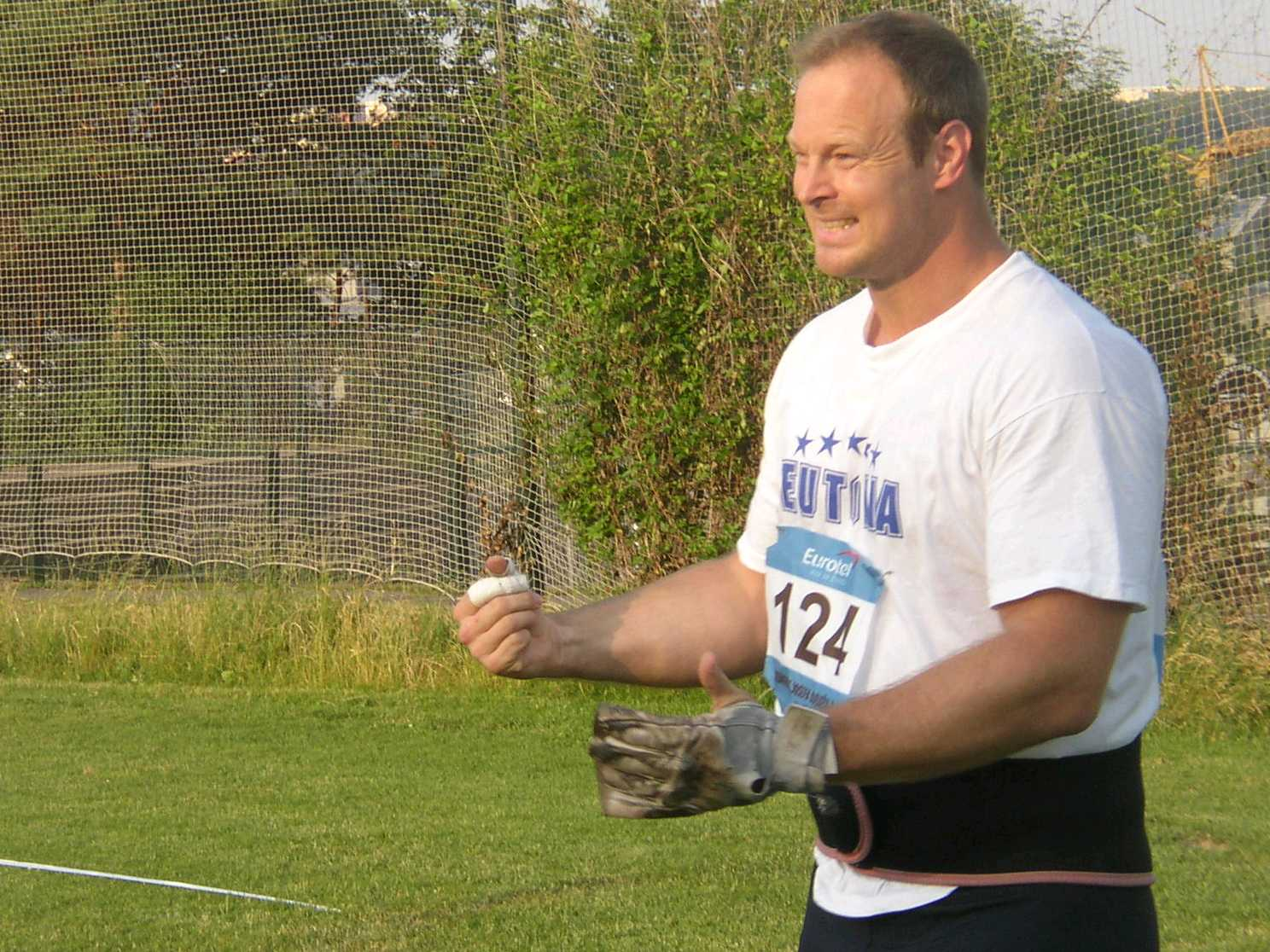
Karsten Kobs kam auf den zehnten Platz – 1999 wurde er Weltmeister

11. August 1994
| Platz | Name               | Nation      | Weite (m) | Versuchsserie der Medaillengewinner (m) | Versuchsserie der Medaillengewinner (m) | Versuchsserie der Medaillengewinner (m) | Versuchsserie der Medaillengewinner (m) | Versuchsserie der Medaillengewinner (m) | Versuchsserie der Medaillengewinner (m) |
| Platz | Name               | Nation      | Weite (m) | 1. Versuch                              | 2. Versuch                              | 3. Versuch                              | 4. Versuch                              | 5. Versuch                              | 6. Versuch                              |
| ----- | ------------------ | ----------- | --------- | --------------------------------------- | --------------------------------------- | --------------------------------------- | --------------------------------------- | --------------------------------------- | --------------------------------------- |
| 1     | Wassili Sidorenko  | Russland    | 81,10     | 79,54                                   | x                                       | 81,10                                   | 80,26                                   | 79,54                                   | 80,90                                   |
| 2     | Ihar Astapkowitsch | Belarus     | 80,40     | 79,54                                   | 80,40                                   | 78,64                                   | 78,46                                   | x                                       | 79,88                                   |
| 3     | Heinz Weis         | Deutschland | 78,48     | x                                       | 78,10                                   | 77,18                                   | 78,48                                   | x                                       | 75,94                                   |
| 4     | Igor Nikulin       | Russland    | 78,38     |                                         |                                         |                                         |                                         |                                         |                                         |
| 5     | Tibor Gécsek       | Ungarn      | 77,62     |                                         |                                         |                                         |                                         |                                         |                                         |
| 6     | Oleksandr Krykun   | Ukraine     | 76,08     |                                         |                                         |                                         |                                         |                                         |                                         |
| 7     | Christophe Épalle  | Frankreich  | 75,22     |                                         |                                         |                                         |                                         |                                         |                                         |
| 8     | Wadim Kolesnik     | Ukraine     | 75,22     |                                         |                                         |                                         |                                         |                                         |                                         |
| 9     | Witali Alisewitsch | Belarus     | 74,44     |                                         |                                         |                                         |                                         |                                         |                                         |
| 10    | Karsten Kobs       | Deutschland | 74,40     |                                         |                                         |                                         |                                         |                                         |                                         |
| 11    | Andrij Skwaruk     | Ukraine     | 74,22     |                                         |                                         |                                         |                                         |                                         |                                         |
| 12    | Balázs Kiss        | Ungarn      | 73,08     |                                         |                                         |                                         |                                         |                                         |                                         |

## Videolinks
- Hammer Throw European Athletics Champs 1994 Final, www.youtube.com, abgerufen am 2. Januar 2023
- hammer throw astapkovich european champs 1994 80.40m, www.youtube.com, abgerufen am 2. Januar 2023